# ناثان غرين جونيور
ناثان غرين جونيور (بالإنجليزية: Nathan Green, Jr.)‏ هو محامي أمريكي، ولد في 1 فبراير 1827، وتوفي في 1 فبراير 1919.